# Арена Арда
«Арена Арда», до 2018 року «Дружба» (болг. Дружба) — стадіон в болгарському місті Кирджалі. Розташований в парку Простор у Беломорського бульвара.
Має футбольне поле з натуральним покриттям площею 105 на 68 метрів і легкоатлетичною доріжкою. Є коментаторська будка, два входи. У 1980-ті був обладнаний індивідуальними пластиковими сидіннями (через що місткість знизилася до 15 тисяч).

## Історія
Побудований на початку 1960-х років, він був офіційно відкритий в 1963 році. Для свого часу це був один з найсучасніших стадіонів у країні.
Найбільше глядачів на стадіоні було на зустрічі «Ботева» (тоді команда називалася «Тракія») і «Левські» («Спартак-Левскі») в 1984 році — зібралося близько 30 тис. любителів футболу.
У 1990-ті роки стадіон запустів і до 2010 року перебував у жалюгідному стані. Влітку 2011 року розпочався ремонт сектора А і відновлення поля, однак цих зусиль виявилося недостатньо, клубу «Арда» доводилося грати домашні матчі в Ардино і Перпереку.

### Реконструкція стадіону
В січні 2015 року Міністерство молоді та спорту виділило кошти на ремонт стадіону. Було замінено покриття поля, оновлена дренажна система, встановлена система поливу, встановлені 5500 пластикових сидінь. Відремонтовано адміністративну будівлю та VIP-трибуну.
У 2018 році футбольний клуб «Арда» зайняв перше місце в третій лізі і вперше за довгі роки перейшов у Другу лігу Болгарської футбольної першості. Це означало підвищення вимог до стадіону, на якому команда грає домашні ігри. Зокрема, необхідно було обладнати кілька додаткових тренувальних полів стадіону. Підготовка до здійснення цієї реконструкції призвела до скандалу — представники партії ГЄРБ звинуватили адміністрацію громади Кирджалі в спробі розбити парк Простір, в якому знаходиться стадіон, на 26 ділянок і забудувати. Різко проти таких планів виступив обласний управитель Нікола Чанєв. З адміністрації відповіли, що планів забудови немає: виділення ділянок з парку необхідно для зведення трансформаторної станції і обладнання відкритих спортивних майданчиків згідно вимог, які пред'являються до сучасних футбольних стадіонів. Головний архітектор Кирджалі Делін Заптаров в якості успішного співіснування футбольної інфраструктури і міського парку привів у приклад стадіон клубу «Берое» в парку Аязмото. Пізніше на брифінгу в адміністрації громади і кмет Хасан Азіс особисто підтвердив, що планів забудувати парк або його частину у адміністрації немає, на брифінгу він розповів про необхідність обладнання стадіону додатковим виходом і запасний дорогий для доступу рятувальних служб. 
Частина жителів міста також висловили невдоволення тим, що після реконструкції на стадіоні більше не можна займатися бігом, як вони звикли раніше. Зокрема, вони пропонували випустити іменні перепустки для користування стадіоном, коли він не зайнятий під ігри і тренування футбольного клубу. Мер Кирджалі Хасан Азіс обіцяв забезпечити доступ до бігових доріжок, як тільки буде змінено їх покриття.
Квитки на ігри ФК «Арда» на домашньому стадіоні коштують від 2 левів (10 в секторі А під козирком). Футбольний клуб вирішив безоплатно надавати місця на трибунах пенсіонерам, дітям молодше 10 років та інвалідам.
Влітку 2018 року було оголошено про перейменування стадіону «Дружба» в «Арена Арда», що має символізувати його оновлення після реконструкції; за пропозицію депутати ради громади проголосували одноголосно.
У Кирджалі є ще один стадіон з футбольним полем — «Горубсо», однак він являє собою ігрове поле в оточенні заростей чагарнику.